# Mangora keduc
Mangora keduc là một loài nhện trong họ Araneidae.
Loài này thuộc chi Mangora. Mangora keduc được Herbert Walter Levi miêu tả năm 2007.